# سهوب غابات جبال زاغروس
سهوب غابات زاغروس هي منطقة بيئية معتدلة ذات غابات عريضة الأوراق ومختلطة في غرب آسيا. تمتد المنطقة البيئية على طول جبال زاغروس، وتمتد من شرق تركيا وشمال العراق إلى جنوب إيران.

## جغرافية
جبال زاغروس هي حزام من الجبال المطوية تشكلت نتيجة اصطدام الصفيحة الإفريقية بالصفيحة الأوراسية. في الغرب والجنوب والشرق، الجبال محاطة بالصحاري وشبه الصحاري. تقع الأراضي العشبية الجافة والشجيرات والصحاري المنخفضة في بلاد ما بين النهرين وجنوب غرب إيران، وصحاري الهضبة الإيرانية إلى الشرق. تقع المرتفعات الأرمنية وجبال البرز في الشمال.

## مناخ
مناخ المنطقة البيئية شبه جاف ومعتدل. يتراوح هطول الأمطار السنوي من 400 م إلى 800 م مم، ويقع في الغالب في الشتاء والربيع. حار وجاف صيفًا ، والشتاء بارد، وتنخفض أبرد درجات الحرارة في الشتاء إلى ما دون -25 درجة مئوية. تكون درجات الحرارة أكثر دفئًا بشكل عام ويكون المناخ أكثر جفافًا في الطرف الجنوبي من النطاق.

## النباتية

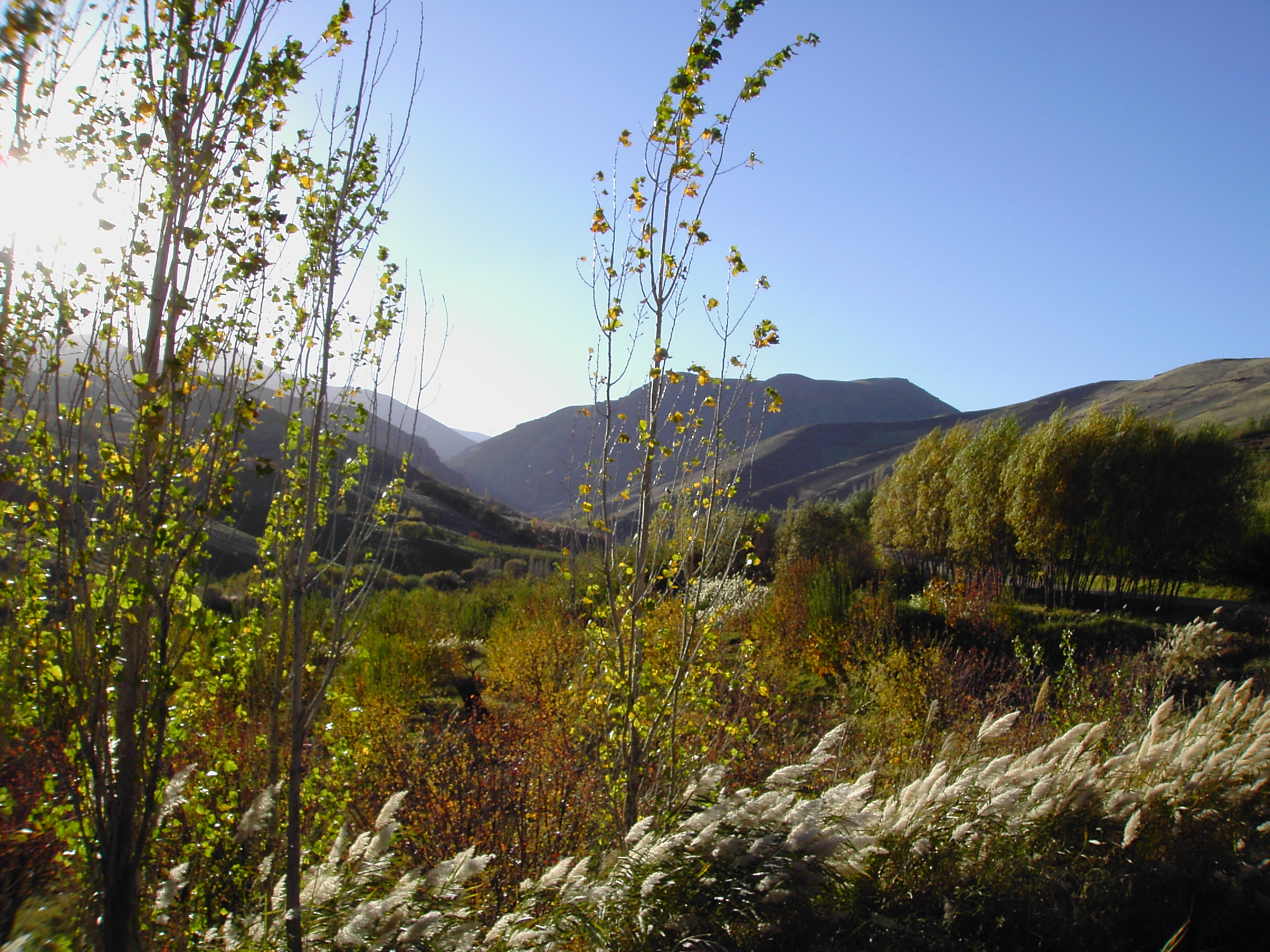
منظر لغابات البلوط الفارسية التي تهيمن على جبال زاغروس

مجتمع النباتات السائد في الجبال عبارة عن غابات أو غابات مفتوحة من الأشجار المتساقطة الأوراق العريضة الأوراق، مع مجموعة من شجيرات السهوب والأعشاب. وأشجار البلوط، وخاصة البلوط الفارسي ( Quercus brantii )، هي الأشجار المميزة التي تغطي أكثر من 50٪ من جبال زاغروس في إيران. منها بساتين الفستق ( Pistacia spp) وتنمو بالاشتراك مع السنديان. يختلف الغطاء النباتي باختلاف الارتفاع والتعرض للرياح السائدة. في الجزء الشمالي من المنطقة البيئية، شجيرة سهوب Astragalus spp. وسالفيا سب. مع الأشجار المتناثرة يحدث فوق ارتفاع 400 م إلى 500 م. تحدث الغابات وبقايا غابات Quercus brantii و/ أو Q. boissieri من ارتفاع 700 إلى 800 متر إلى حوالي 1700 متر. يقع خط الأشجار على ارتفاع 1900 إلى 2000 متر، تتفوق عليها نباتات شبه جبال الألب.
تكون الأشجار متناثرة وأكثر انفتاحًا في الطرف الجنوبي من النطاق، وتكون نباتات السهوب أكثر بروزًا. تمتد السهوب حتى ارتفاع 1400 متر ، وتتواصل الغابات المفتوحة من Quercus برانتي، والزعرور ( Crataegus )، واللوز ( Prunus amygdalus )، وشجرة القراص ( Celtis spp.) والكمثرى ( Pyrus syriaca و Pyrus glabra ) حتى 2400 متر.
زاغروس هي موطن لنباتات غنية ومعقدة على الرغم من تدهورها من الرعي الجائر وإزالة الغابات. لا يزال من الممكن العثور على بقايا غابات البلوط المنتشرة على نطاق واسع، كما يمكن العثور على سهوب مثل الفستق واللوز. تنمو الأسلاف البرية للعديد من النباتات الغذائية المهمة، بما في ذلك القمح والشعير والعدس واللوز والجوز والفستق والمشمش والبرقوق والرمان والعنب، في جميع أنحاء الجبال.
تشمل النباتات المستوطنة في سلسلة الجبال Allium iranicum و Astragalus crenophila و Bellevalia kurdistanica و Cousinia carduchorum و Cousinia odontolepis و Echinops rectangularis و Erysimum boissieri و Iris barnumiae و Ornithogalum iraqense و Scrophularia atrogingereraulosa و Scorzhuro .

## الحيوانات
تعد زاغروس موطنًا للعديد من الحيوانات المهددة بالانقراض، بما في ذلك النمر الفارسي ( Panthera pardus tulliana )، والدب البني السوري ( Ursus arctos syriacus )، والموفلون ( Ovis orientalis orientalis )، والذئب (Canis lupus)، والضبع المخطط ( الضبع الضبع) ، ثعلب بلانفورد ( Vulpes cana )، والهامستر الشبيه بالفأر في جبال زاغروس ( Calomyscus bailwardi ). يمكن العثور على الماعز البري (Capra aegrarus) في جميع أنحاء جبال زاغروس. أعيد اكتشاف الأيل الفارسي البور ( Dama dama mesopotamica)، وهو مستأنسة قديمة كان يعتقد أنها انقرضت، في أواخر القرن العشرين في مقاطعة خوزستان في جنوب زاغروس.
سكن الأسد الآسيوي ( Panthera leo persica ) الجزء الجنوبي الغربي من الجبال في أواخر القرن التاسع عشر. انقرض الآن في هذه المنطقة.
يعتبر لوريستان نيوت ( Neurergus kaiseri ) من الأنواع المعرضة للخطر المتوطنة في جبال زاغروس المركزية في إيران.

## مناطق محمية
وجد تقييم عام 2017 أن 20339 كم²، أو 5٪ من المنطقة البيئية تقع في مناطق محمية. تشمل المناطق المحمية:
- محمية أرجان وباريسان (IUCN الفئة الخامسة، 597.8 كيلومتر مربع)
- منتزه بامو الوطني (IUCN الفئة الثانية، 486.8 كيلومتر مربع)
- ملجأ Bakhtegan للحياة البرية (IUCN الفئة الرابعة، 2004 كيلومتر مربع)
- ملجأ Kolahghazi للحياة البرية (IUCN الفئة الرابعة، 41.2 كيلومتر مربع)
- محمية Dez للحياة البرية (IUCN الفئة الرابعة، 53 كيلومتر مربع)
- محمية بيجار (IUCN الفئة الخامسة، 316.1 كيلومتر مربع)
- محمية بهرامغور (IUCN الفئة الخامسة، 4080 كيلومتر مربع)
- محمية أنغوران (IUCN الفئة الخامسة، 923.2 كيلومتر مربع)
- منطقة Dez المحمية (IUCN الفئة الخامسة، 175.3 كيلومتر مربع)
- محمية الكرخة (IUCN الفئة الخامسة، 140 كيلومتر مربع)

## روابط خارجية
"Zagros Mountains forest steppe". Terrestrial Ecoregions. World Wildlife Fund.